# Portugalete
A nobre vila de Portugalete é um município da província da Biscaia, País Basco, Espanha, pertencente à comarca do Gran Bilbao e à subcomarca da Margen Izquierda. Tem uma população de 50.357 habitantes, segundo os dados do INE (Instituto Nacional de Estadística de España), correspondentes ao ano de 2004. A extensão do município é de 3,21 km² e a densidade demográfica é de 15301,56 hab./km², a maior densidade de toda a Comunidade Autônoma Basca.
A ponte de transporte conhecida como Ponte de Biscaia liga Portugalete com o município de Guecho noutra margen da Ria de Bilbao.

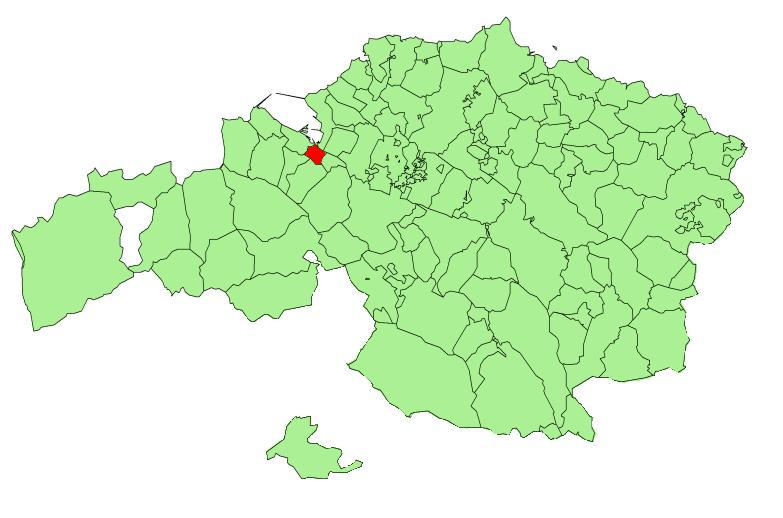
Localização de Portugalete